# 栃木県立大田原女子高等学校
栃木県立大田原女子高等学校（とちぎけんりつおおたわらじょしこうとうがっこう, Tochigi Prefectural Otawara High School for Girls）は栃木県大田原市元町一丁目にある高等学校。略称は「大女高（だいじょこう）」。
定時制の栃木県立大田原東高等学校と校地・校訓を共有している。

## 概要
歴史
1911年（明治44年）に開校した「大田原実科高等女学校」を前身とする。数回の改称を経て、1948年（昭和23年）の学制改革で新制高等学校となり、1951年（昭和26年）に現校名となる。2011年（平成23年）に創立100周年を迎えた。かつては家政科や衛生看護科を有していたが、現在は普通科のみである。
設置課程・学科
全日制課程 普通科
通学者
大田原市内を中心に、那須塩原市・矢板市・那須郡那須町・那珂川町・塩谷町・さくら市喜連川地区などからの通学者が多い。
校訓
「学びつつ々品位を高めともに働く」- 1949年（昭和24年）に制定。
教育目標
情操豊かで、知性の高い、健康な現代女性を育成する。
校章
1948年（昭和23年）に制定。鏡（八稜鏡）と撫子の花弁を組み合わせたものを背景に、赤色の「大女高」の文字（縦書き）を置いている。
校歌
高等女学校時代の1929年（昭和4年）に制定された校歌を継承している。
同窓会
「千草会」と称している。

## 沿革
（前史）女学校時代
- 1908年（明治41年）12月26日 - 栃木県知事により設立が認可される。
- 1909年（明治42年）4月10日 - 「私立大田原女学校」が大田原町168番地に開校。
  - 本科・専修科・速成科を設置。修業年限をそれぞれ3年・2年・8ヶ月とする。 定員を計100名とする。
- 1910年（明治43年）4月8日 - 予備科を設置し、修業年限を1年とする。

高等女学校時代
- 1911年（明治44年）4月26日 - 高等女学校令の改正により、町立移管の上「町立大田原実科高等女学校」と改称。
  - 予備科・専修科・速成科を廃止。この日を創立記念日に制定。
- 1912年
  - （明治45年）5月1日 - 学則を改正し、修業年限を4年とする。
  - （大正元年）10月1日 - 郡立移管の上、「郡立那須実科高等女学校」と改称。
- 1913年（大正2年）4月5日 - 大田原町820に移転。
- 1919年（大正8年）11月1日 - 「栃木県那須実科高等女学校」と改称。
- 1921年（大正10年）4月1日 - 定員を400名に増員。
- 1923年（大正12年）4月1日 - 県立移管の上、「栃木県大田原高等女学校」と改称。現在地に移転。旧校地を宿舎及び農場用地とする。
- 1929年（昭和4年）3月31日 - 校歌を制定。
- 1936年（昭和11年）6月 - 校旗を制定。
- 1940年（昭和15年）12月28日 - 黒磯市下厚崎東林国有林内に学校林を設置。
- 1941年（昭和16年）4月1日 - 定員を600名に増員。
- 1945年（昭和20年）4月1日 - 定員を800名に増員。
- 1946年（昭和21年）4月1日 - 修業年限を5年に延長。
- 1947年（昭和22年）4月1日 - 学制改革（六・三制の実施、新制中学校の発足）
  - 高等女学校の生徒募集を停止。
  - 新制中学校を併設（名称・栃木県大田原高等女学校併設中学校、以下・併設中学校）し、高等女学校1・2年修了者を併設中学校2・3年生として収容。
  - 併設中学校はあくまで経過措置で暫定的に設置されたため、新たに生徒募集は行われず、在校生が2・3年生のみの中学校であった。
  - 高等女学校3・4年修了者は、そのまま高等女学校に在籍し、4・5年生となった（4年で卒業することもできた）。

新制高等学校
- 1948年（昭和23年）4月1日 - 学制改革（六・三・三制の実施、新制高等学校の発足）
  - 高等女学校が廃止され、新制高等学校「大田原女子高等学校」が発足。普通課程（後の普通科）を設置し、修業年限を3年、定員を600名とする。
  - 高等女学校卒業生（希望者）を新制高校3年、高等女学校4年修了者を新制高校2年として編入。
  - 併設中学校卒業生を新制高校1年として収容。
  - 併設中学校は継承され（名称・大田原女子高等学校併設中学校）、在校生が1946年（昭和21年）に高等女学校へ最後に入学した3年生のみのとなる。
  - 校章を制定。
- 1949年（昭和24年）
  - 3月 - 校訓「学びつ々品位を高めともに働く」を制定。
  - 3月31日 - 最後の卒業生を送り出し、併設中学校を廃止。併設中学校の卒業生は新制高校1年生となる。
  - 4月 - 家庭課程を設置。
- 1951年（昭和26年）4月1日 - 「栃木県立大田原女子高等学校」（現校名）と改称。
- 1953年（昭和28年）4月1日 -  普通課程を1学級増設し、定員を750名とする。
- 1956年（昭和31年）3月31日 - 体育館兼講堂が完成。
- 1961年（昭和36年）
  - 2月14日 - 旧寄宿舎、校舎を解体し、合宿所1棟 公舎5棟を移築。
  - 4月1日 - 家庭課程を1学級増設（1学年2学級体制となる）。
- 1963年（昭和38年）4月1日 - 普通科1学級を増設。
- 1965年（昭和40年）4月1日 - 普通科を15学級、家政科を6学級、定員を1,050 名（3学年合計）とする。
- 1966年（昭和41年）4月1日 - 全日制課程衛生看護科を1学級設置。定時制課程（夜間）普通科を1学級設置。定員合計を1,130名とする。
- 1971年（昭和46年）4月1日 - 定時制課程（夜間）普通科が栃木県立大田原東高等学校として独立。
- 1973年（昭和48年）8月18日 - プールが完成。
- 1976年（昭和51年）7月15日 - 新体育館が完成。
- 1977年（昭和52年）
  - 3月26日 - 弓道場が完成。
  - 4月26日 - 新校旗を制定。
- 1981年（昭和56年）11月7日 - ブロンズ像「乙女の像」を除幕。
- 1982年（昭和57年）2月27日 - 特別教室が完成。
- 1986年（昭和61年）
  - 3月20日 - 第4校舎が完成。
  - 4月1日 - 普通科を1学級増設。
- 1988年（昭和63年）4月1日 - 普通科を18学級、家庭科を6学級、衛生看護科を3学級、計27学級、定員を計1,200名とする。
- 1990年（平成2年）
  - 2月6日 - 普通科において推薦入試を開始。
  - 4月1日 - 普通科を1学級増設（この年度の入学生のみ）。
  - 4月10日 - 購買部を開設。
  - 5月30日 - 第2体育館が完成。
- 1991年（平成3年）10月28日 - レリーフ「天空の乙女」を除幕。
- 1993年（平成5年）7月1日 - 部室が完成。
- 1994年（平成6年）
  - 2月28日 - 第2校舎特別教室等の改修工事が完了。
  - 3月20日 - 第3校舎コンピューター室の改修工事が完了。
  - 4月1日 - 学科再編・学区改正により第1学年の定員が388名となる。内訳は普通科7学級（308名）、家政科1学級（40名）、衛生看護科1学級（40名）
- 1996年（平成8年）4月1日 - 第1学年定員を360名とする。内訳は普通科7学級（280名）、家政科1学級（40名）、衛生看護科1学級（40名）
- 1997年（平成9年）4月1日 - 家政科の生徒募集が停止され、この時の入学生より普通科8学級（320名）、衛生看護科1学級（40名）となる。
- 1998年（平成10年）4月1日 - 普通科を1学級減じ、1学年の定員を320名とする。普通科7学級（280名）、衛生看護科1学級（40名）
- 1999年（平成11年）
  - 3月31日 - 家政科を廃止。
  - 11月11日 - 第2校舎内外部改修（耐震）工事が完了。
- 2001年（平成13年）11月8日 - 創立90周年を記念し、中庭を整備し、五則池を改修。
- 2002年（平成14年）
  - 4月1日 - 衛生看護科の募集停止により、この時の入学生から普通科（7学級、定員280名）のみとなる。
  - 4月13日 - 学校週5日制の実施により、土曜日学校開放を開始。
  - 9月26日 - 第1回学校評議員会を実施。
  - 12月13日 - 3校連携TVシステム授業を実施。
- 2003年（平成15年）4月16日 - 高大連携調印式を挙行。
- 2004年（平成16年）3月31日 - 衛生看護科を廃止。
- 2005年（平成17年）4月1日 - 普通科を1学級減じ、普通科6学級（242名）となる。2学期制を採用。
- 2007年（平成19年）7月1日 - 空調を設置。
- 2009年（平成21年）
  - 3月10日 - 弓道場が完成。
  - 4月1日 - 3学期制に戻る。
- 2011年（平成23年）
  - この年 - 創立100周年を迎える。
  - 5月1日 - 第1体育館改修（耐震）工事が完了。
  - 12月7日 - 渡り廊下耐震補修工事が完了。
- 2016年 - 第一回なでしこ合唱コンクールの開催

## 著名な出身者
- 大島弓子 - 漫画家
- 高橋和枝 - 声優
- 江連裕子 - フリーアナウンサー
- 島崎雪子 - 女優